# Сен-Жерве (Валь-д’Уаз)
Сен-Жерве (фр. Saint-Gervais) — муниципалитет во Франции, в регионе Иль-де-Франс, департамент Валь-д'Уаз. Население — 893 человека (1999). Муниципалитет расположен на расстоянии около 55 км северо-западнее Парижа, 26 км северо-западнее Сержи.

## Демография
Динамика населения (Cassini и INSEE):